# ウィリアム・ベインブリッジ
ウィリアム・ベインブリッジ (William Bainbridge, 1774年5月7日 - 1833年7月28日) は、アメリカ合衆国の軍人。アメリカ海軍代将。米英戦争におけるイギリス海軍のフリゲート、ジャバ (HMS Java) との戦いでの勝利でよく知られる。

## 生い立ちと経歴
ベインブリッジはニュージャージー州プリンストンに生まれる。14歳で船員となり、幼くしてスクーナーの指揮を執るようになった。当時のアメリカ合衆国の貿易船は、航海条例によって英領西インド諸島での商取引から除外されると思われていたにもかかわらず、農園主たちによる偽装の援助によって、多くが密輸取引に従事していた。
戦争は中立の立場で貿易を行うことを難しくした。したがってベインブリッジは、イギリスとフランスの巡洋艦からの多くの干渉を避けるか撃退することを期待しなければならなかった。彼はボルドーからセント・トーマス島に向かう途中にイギリスのスクーナー（おそらくは私掠船）から攻撃を受け、これを撃退したがその積み荷を奪わなかったという。また、エドワード・ペリュー卿の指揮するフリゲート、インディファティガブル (HMS Indefatigable) によってアメリカ人船員が徴用されたことに対する報復として、イギリス船から船員を連れ出したとされる。1798年にアメリカ海軍が創設されると、彼は海軍士官の1人としてスクーナーのレタリテーション (USS Retaliation) に任命された。
レタリテーションの艦長として西インド諸島をパトロールしている間に、ベインブリッジはフランスのフリゲートに追跡され、これに対して降伏した。これには乗組員の反対はなかった。この行動に対してベインブリッジは処罰されなかった。
18門砲ブリッグ、ノーフォーク (USS Norfolk) の艦長として、ベインブリッジはフランス軍に対抗した。フランスはイギリスと同様にアメリカ船の商取引に対して攻撃的であった。

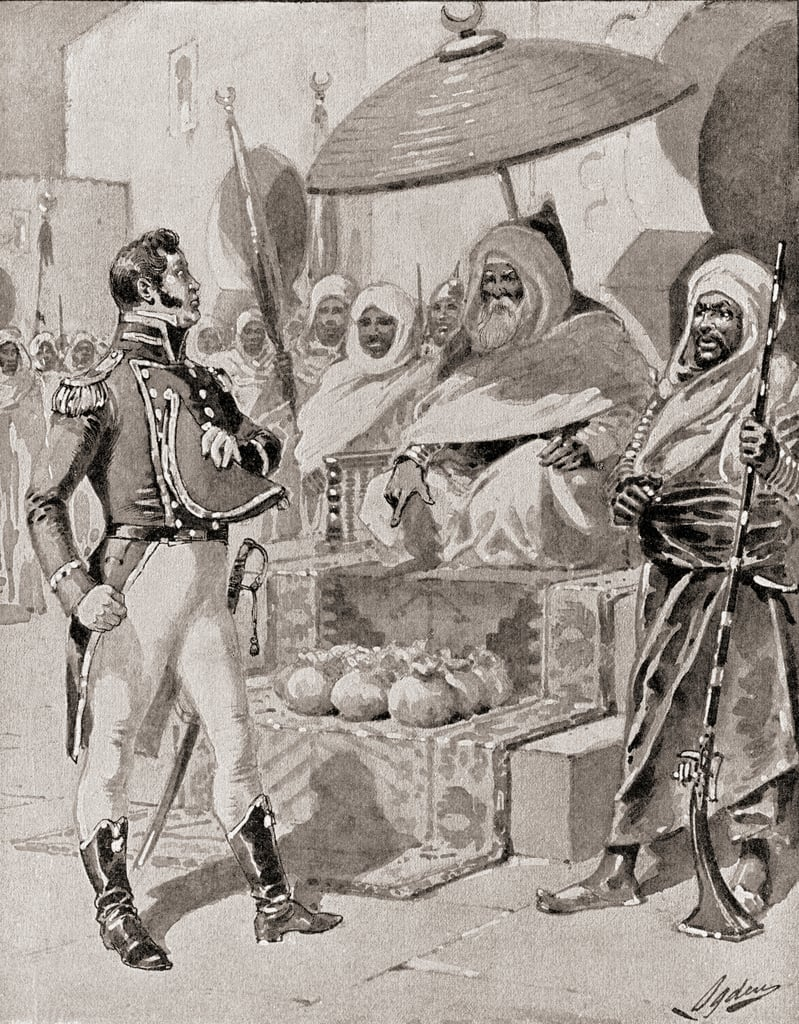
デイに敬意を表すベインブリッジ

1800年、アメリカ合衆国はアルジェのデイに対して、地中海におけるアメリカ商船を捕獲しないように要請するため、ベインブリッジを派遣した。24門砲スループのジョージ・ワシントン (USS George Washington) で到着後、ベインブリッジはアルジェ港で砦の砲門の直下に投錨するという戦略的ミスを犯した。デイはアルジェ大使と随員をコンスタンティノープルへ運ぶか、艦を砲撃で即座に破壊されるかどちらかを選ぶよう要求した。ものすごい嫌悪を感じながら、ベインブリッジはアルジェの旗を掲揚して、デイの使者を務めることを受け入れた。
合衆国はバーバリ諸国に対する工作が無意味であったことを悟り武力の行使を決定すると、ベインブリッジはアルジェ、チュニスに対する攻撃に参加した。フィラデルフィア (USS Philadelphia) の指揮を執ったものの、1803年11月29日にチュニジアの海岸で座礁している。
ベインブリッジは自艦が損傷しなかったものの、乗組員と共に降伏した。事実艦は満潮後に離礁し、チュニスのベイによって捕獲された。
イントレピッド (USS Intrepid) を指揮するスティーヴン・ディケーター中尉は、1804年2月16日にフィラデルフィアを破壊するためトリポリ港への夜襲を実行した。ホレーショ・ネルソン提督はこれを「時代の最も大胆で勇敢な行為」と評したとされる。

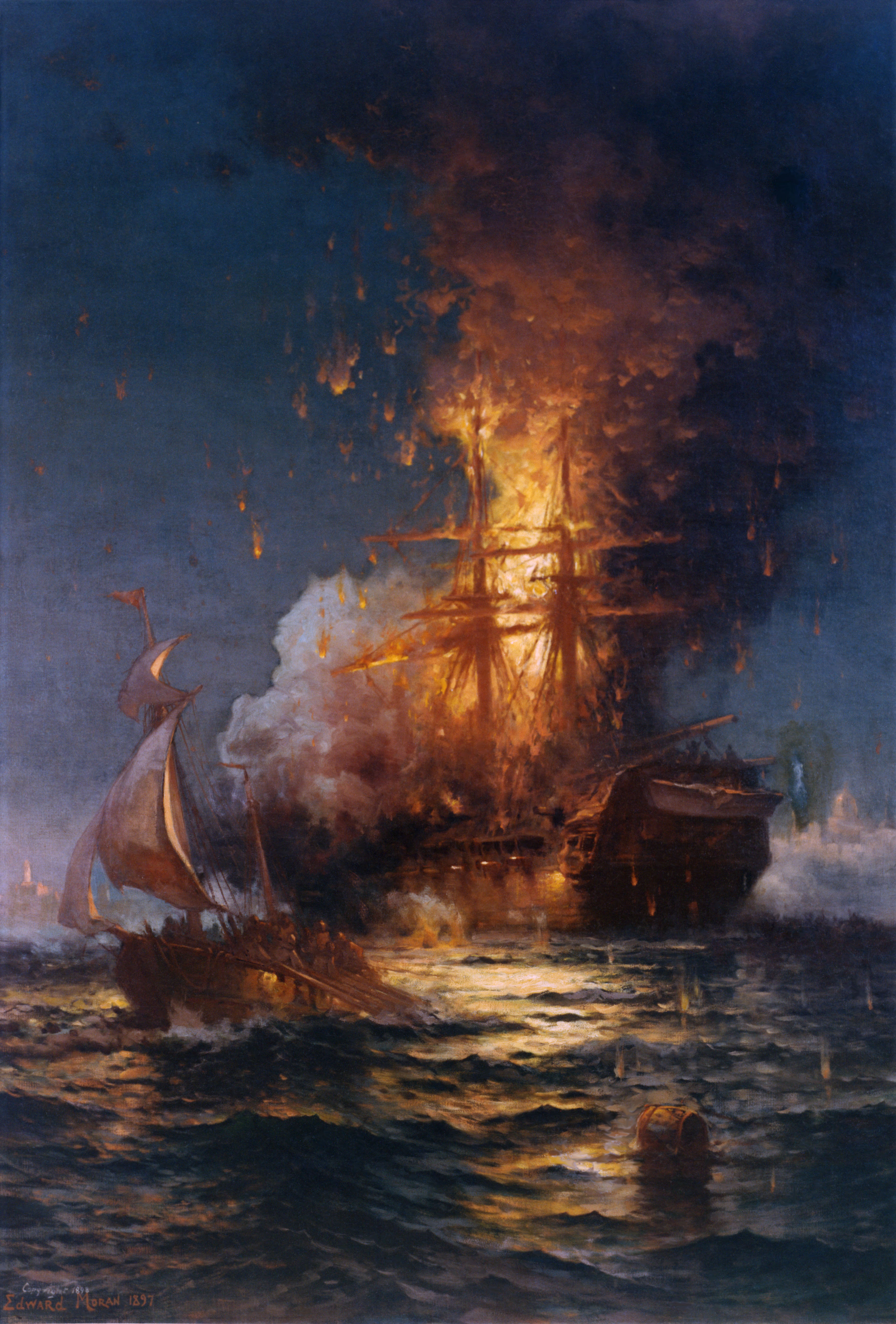
トリポリ港で炎上するフィラデルフィア

フィラデルフィアとその乗組員の捕獲は、ジェファーソン大統領が陸軍の将軍であったウィリアム・イートンをトリポリに派遣する動機となった。1805年に行われた300名のアメリカ人人質を解放するというこの任務は、アメリカ合衆国にとっての最初の秘密作戦であった。イートンはプレスリー・オバノンを隊長とするアメリカ海兵隊の分遣隊とともにアレクサンドリアに上陸し、20名のキリスト教徒（そのうち8名はアメリカ海兵隊員であった。）および100名のイスラム教徒の傭兵から成るグループを結成し、500マイル以上の長旅を行った。
アイザック・ハルが艦長を務めるブリッグのアーガス (USS Argus) が海上からの支援を行い、イートンは1805年4月27日にダーネからトリポリへの攻撃を始めた（ダーネの戦い）。ダーネの制圧は「海兵隊讃歌」の中に歌われる。更にアメリカ軍がトリポリへ迫る勢いとなり、1805年6月にトビアス・リアとジョン・ロジャーズ代将がトリポリのパシャと和平の交渉を行うこととなった。

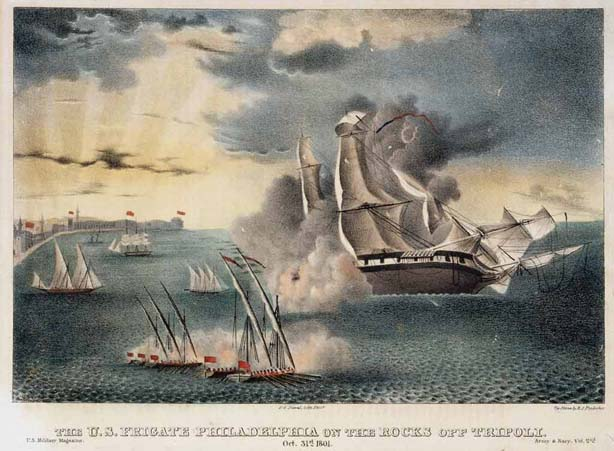
トリポリで座礁したフィラデルフィア、1803年

ベインブリッジは1806年6月3日まで投獄されていた。解放後彼は投獄によって失われた利益を取り戻すため海上貿易の仕事に戻った。バーバリ戦争の終結に伴いアメリカ海軍はその規模を縮小し、大半のフリゲートは港に係留された。議会は1809年前半にこの政策を変更し、ベインブリッジは1809年にフリゲートのプレジデント (USS President) の艦長に着任、その年の9月に大西洋岸のパトロールを始めた。1810年6月には沿岸での任務に移動した。
アメリカ合衆国とイギリスとの間に米英戦争が勃発すると、ベインブリッジはアイザック・ハルに代わって44門砲帆走フリゲート、コンスティチューション (USS Constitution) の艦長を命じられた。コンスティチューションはゲリエール (HMS Guerriere) との戦闘でこれを捉えるなど輝かしい戦績を上げており、ベインブリッジの指揮下南部大西洋を巡航した。

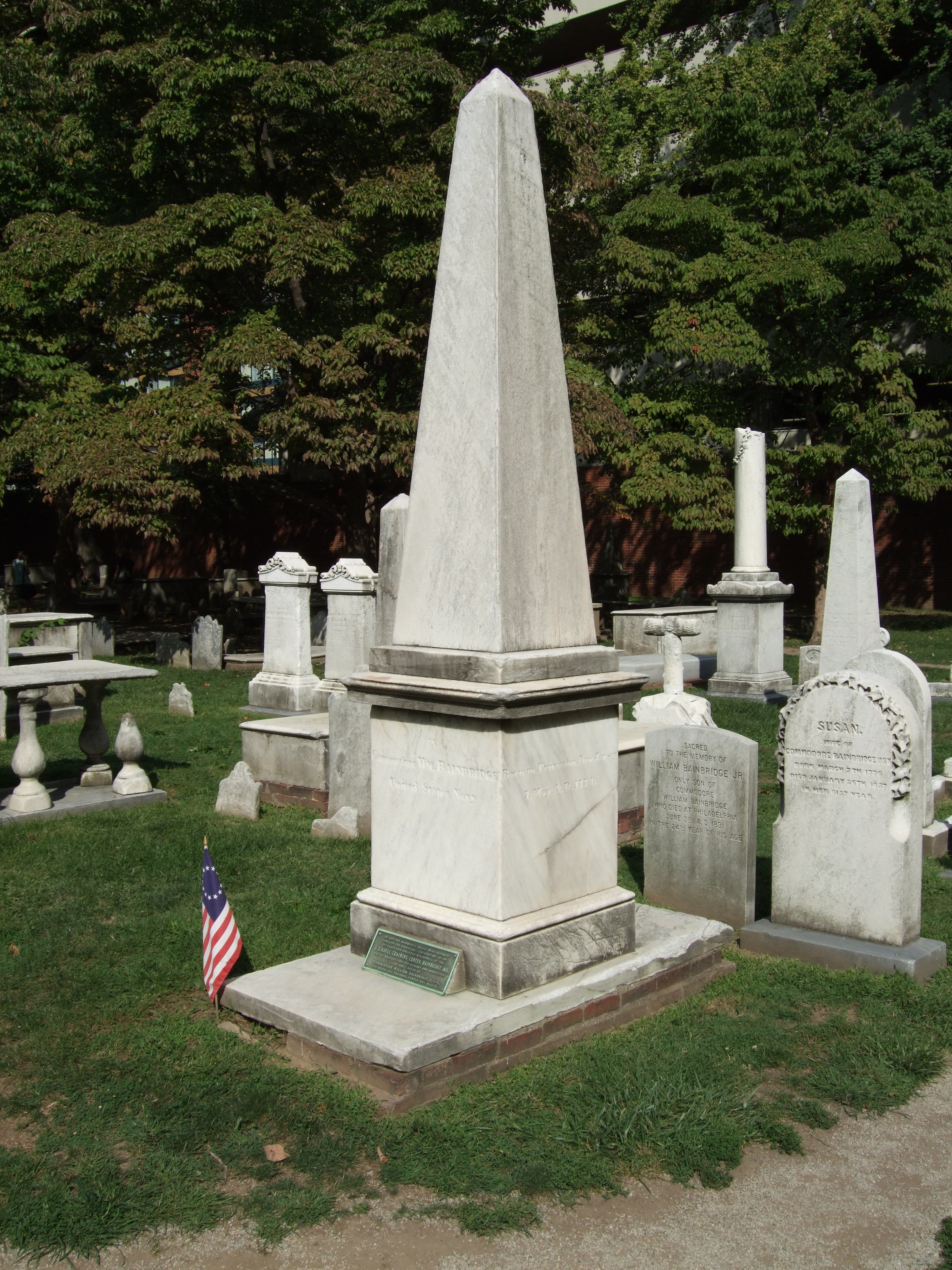
クライスト・チャーチ埋葬墓地のベインブリッジの墓石

1812年12月29日、ベインブリッジはイギリス海軍の帆走フリゲート、ジャバと遭遇する。ジャバは新たにボンベイ総督に任命されたトーマス・ヒスリップ陸軍中将とそのスタッフを乗せて東インド諸島に向かう途中であった。ジャバに乗り組んでいた船員たちは非常に未経験の者が多く、訓練を受けた者はごく僅かであった。船員たちは1日の砲術訓練を受けただけであった。アメリカ海軍はイギリス海軍の何名かの艦長が無視した砲術訓練に対してかなりの注意を払い、コンスティチューションの船員たちは砲術に対して熟練していたため、ジャバの運命はすぐに決定した。戦闘でジャバは粉砕され大損害を被った一方、コンスティチューションへは舵輪を取り外した一撃の他はほとんど損傷を与えることができず、降伏を余儀なくされた。戦闘の間にベインブリッジは二度負傷したが、指揮を継続した。コンスティチューションはジャバが沈没する前にその舵輪を取り外して自らに装着した。コンスティチューションは今も現役で任務を継続中（ボストン港で投錨中）であるが、その舵輪はベインブリッジがジャバから取り外して装着させた物である。
イギリスとの戦争が終わると、ベインブリッジは第二次バーバリ戦争に従軍しバルバリア海賊と戦った。
1820年、ベインブリッジはスティーヴン・ディケーターの決闘のセコンドを務めた。ベインブリッジは実際にはディケーターに対して長年に渡って嫉妬感を抱いていた。
1824年から1827年まで彼は、海軍評議委員会の委員を務めた。
ベインブリッジはフィラデルフィアで死去し、フィラデルフィアのクライスト・チャーチ埋葬墓地に埋葬された。

## 栄誉
ベインブリッジの栄誉を称え、数隻の艦艇がベインブリッジと命名された。1842年に就役したブリッグ、アメリカ海軍最初の駆逐艦である DD-1 、クレムソン級駆逐艦の DD-246 、原子力ミサイル巡洋艦の CGN-25 、アーレイ・バーク級ミサイル駆逐艦の DDG-96 の5隻である。また、彼に因んで命名された地名や施設としては、ベインブリッジアイランド (ワシントン州)、ベインブリッジ郡区（オハイオ州）、ベインブリッジ (ジョージア州)、ベインブリッジ (インディアナ州)、ベインブリッジ (ニューヨーク州)、ベインブリッジ・ストリート（ペンシルベニア州フィラデルフィア）、オールド・ベインブリッジ・ロード（フロリダ州タラハシー）、ベインブリッジ海軍訓練センター（現在は廃止）などがある。

## 参照
- この記事にはアメリカ合衆国内で著作権が消滅した次の百科事典本文を含む: Chisholm, Hugh, ed. (1911). "Bainbridge, William". Encyclopædia Britannica (英語) (11th ed.). Cambridge University Press.
- この記事はアメリカ合衆国政府の著作物であるDictionary of American Naval Fighting Shipsに由来する文章を含んでいます。

1. ↑   Boot, Max. The Savage Wars of Peace. New York: Basic Books. 2003. p12
2. ↑  Cooper, James Fenimore (May 1853). “Old Ironsides”. Putnam's Monthly I (V) 2009年10月20日閲覧。.
3. ↑  Abbot 1896, Volume I, Part I, Chapter XVI

## 関連書籍
- Harris, Thomas, M.D. The Life and Services of Commodore William Bainbridge. (Philadelphia, Penn.; Carey Lea & Blanchard, 1837)
- Barnes, James. Commodore Bainbridge. (New York, N.Y.; D. Appleton and Company, 1908)
- Dearborn, H. A. S. The Life of William Bainbridge, Esq.. (Princeton, N.J.; Princeton University Press, 1931)
- Long, David F. Ready to Hazard: A Biography of Commodore William Bainbridge, 1774-1833. (Hanover, N.H.: University Press of New England, 1981)
- London, Joshua E. Victory in Tripoli: How America's War with the Barbary Pirates Established the U.S. Navy and Shaped a Nation New Jersey: John Wiley & Sons, Inc., 2005. ISBN 0-471-44415-4